# Elecciones intermedias en los Estados Unidos

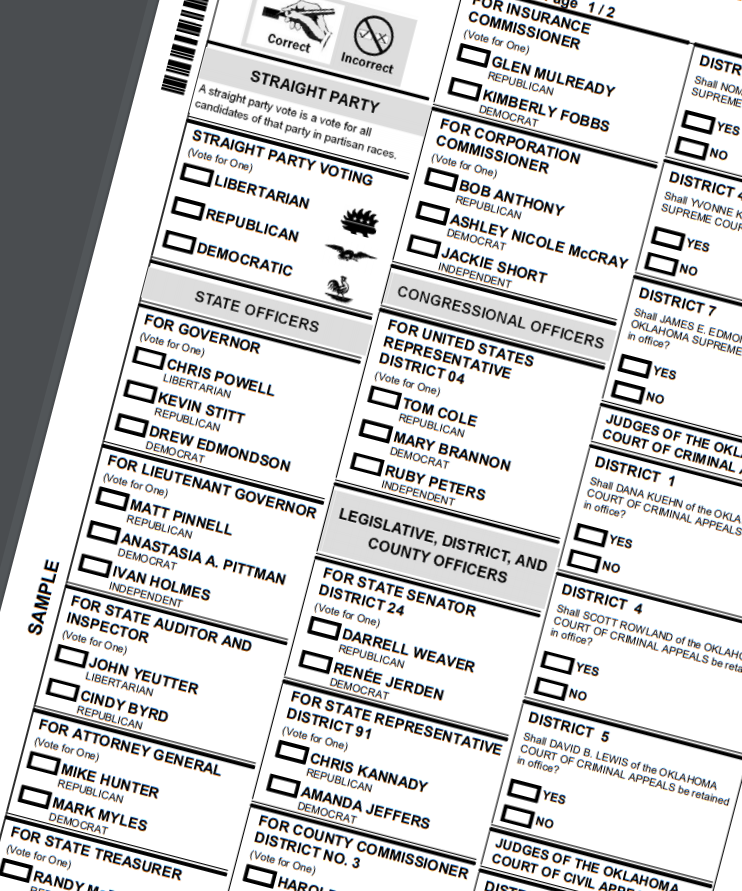
Boleto de las elecciones generales de Oklahoma del 2018.

Las elecciones de medio mandato de Estados Unidos (mid-term election) son las elecciones generales que se efectúan el martes siguiente al primer lunes de noviembre cada dos años, en el punto medio de la legislatura de cuatro años de un presidente. En esos comicios se eligen los 435 escaños de la Cámara de Representantes de Estados Unidos, y 33 o 34 de los 100 del Senado de Estados Unidos.
Además, en estas elecciones 34 de los 50 estados de EE. UU. eligen sus gobernadores para un mandato de cuatro años. Mientras que Vermont y Nuevo Hampshire, eligen gobernadores a plazos de dos años, tanto en las elecciones de medio mandato como en las presidenciales. Así, 36 gobernadores son elegidos durante las elecciones de medio mandato. Muchos estados también eligen oficiales para sus legislaturas estatales en estas elecciones. Hay también elecciones que se llevan a cabo a nivel municipal. En la papeleta hay varios alcaldes, otros cargos públicos locales, y una gran variedad de iniciativas ciudadanas.
Las elecciones parcial son a menudo efectuadas conjuntamente con las elecciones regulares, de manera que, Senadores adicionales, gobernadores y otros oficiales locales pueden ser elegidos para términos parciales.
Las elecciones de medio mandato normalmente generan un nivel de concurrencia de votantes más bajo que las elecciones presidenciales. Mientras que las últimas, tuvieron concurrencias de aproximadamente 50%–60% durante los últimos 60 años, solo aproximadamente 40% de aquellos elegibles para votar, se presentan a las urnas en las elecciones de medio mandato. Históricamente, durante estas elecciones, normalmente se ve al partido del presidente perder asientos en el Congreso, y también frecuentemente se ve a al partido en la oposición ganar el control en una o las dos casas del congreso (Cámara de Representantes y el Senado).

## Registro histórico de las elecciones de medio mandato
Las elecciones de medio mandato se consideran un referéndum sobre el desempeño del presidente en funciones y/o del partido en ejercicio.
El partido del presidente en funciones tiende a perder terreno durante las elecciones de medio mandato: desde la Segunda Guerra Mundial, el partido del presidente ha perdido un promedio de 26 escaños en la Cámara y un promedio de cuatro escaños en el Senado.
Además, desde que se introdujeron las elecciones públicas directas de medio mandato, en solo ocho de ellas (bajo los presidentes Woodrow Wilson, Franklin D. Roosevelt, John F. Kennedy, Richard Nixon, Bill Clinton, George W. Bush, Donald Trump y Joe Biden) el partido del presidente ganó escaños en la Cámara o el Senado, y de esos solo dos (1934, Franklin D. Roosevelt y 2002, George W. Bush) han visto al partido del presidente ganar escaños en ambas cámaras.
Las pérdidas sufridas por presidente durante las segundas elecciones de medio mandato tienden a ser más pronunciadas que durante las primeras, en lo que se describe como "six-year itch".
| Año  | Presidente            | Partido del presidente | Ganancia/pérdida neta del partido del presidente | Ganancia/pérdida neta del partido del presidente |
| Año  | Presidente            | Partido del presidente | Asientos de la Cámara                            | Asientos del Senado                              |
| ---- | --------------------- | ---------------------- | ------------------------------------------------ | ------------------------------------------------ |
| 1790 | George Washington     | Ninguno                | +3: (37 ► 40)                                    | 0: (18 ► 18)                                     |
| 1794 | George Washington     | Ninguno                | -4: (51 ► 47)                                    | +3: (16 ► 19)                                    |
| 1798 | John Adams            | Federalista            | +3: (57 ► 60)                                    | 0: (22 ► 22)                                     |
| 1802 | Thomas Jefferson      | Demócrata-Republicano  | +35: (68 ► 103)                                  | +5: (17 ► 22)                                    |
| 1806 | Thomas Jefferson      | Demócrata-Republicano  | +2: (114 ► 116)                                  | +1: (27 ► 28)                                    |
| 1810 | James Madison         | Demócrata-Republicano  | +13: (94 ► 107)                                  | 0: (26 ► 26)                                     |
| 1814 | James Madison         | Demócrata-Republicano  | +5: (114 ► 119)                                  | -3: (26 ► 22)                                    |
| 1818 | James Monroe          | Demócrata-Republicano  | +13: (145 ► 158)                                 | +2: (28 ► 30)                                    |
| 1822 | James Monroe          | Demócrata-Republicano  | +34: (155 ► 189)                                 | 0: (44 ► 44)                                     |
| 1826 | John Quincy Adams     | Demócrata-Republicano  | -9: (109 ► 100)                                  | -2: (21 ► 19)                                    |
| 1830 | Andrew Jackson        | Demócrata              | -10: (136 ► 126)                                 | +1: (25 ► 26)                                    |
| 1834 | Andrew Jackson        | Demócrata              | 0: (143 ► 143)                                   | +1: (21 ► 22)                                    |
| 1838 | Martin Van Buren      | Demócrata              | -3: (128 ► 125)                                  | -7: (35 ► 28)                                    |
| 1842 | John Tyler            | Ninguno                | -69: (142 ► 73)                                  | -3: (30 ► 27)                                    |
| 1846 | James K. Polk         | Demócrata              | -30: (142 ► 112)                                 | +2: (33 ► 35)                                    |
| 1850 | Millard Fillmore      | Whig                   | -22: (108 ► 86)                                  | -3: (36 ► 33)                                    |
| 1854 | Franklin Pierce       | Demócrata              | -75: (158 ► 83)                                  | -3: (36 ► 33)                                    |
| 1858 | James Buchanan        | Demócrata              | -35: (133 ► 98)                                  | -4: (32 ► 38)                                    |
| 1862 | Abraham Lincoln       | Republicano            | -23: (108 ► 85)                                  | +1: (31 ► 32)                                    |
| 1866 | Andrew Johnson        | Demócrata              | +9: (38 ► 47)                                    | 0: (10 ► 10)                                     |
| 1870 | Ulysses S. Grant      | Republicano            | -32: (171 ► 139)                                 | -5: (63 ► 58)                                    |
| 1874 | Ulysses S. Grant      | Republicano            | -93: (199 ► 106)                                 | -10: (52 ► 42)                                   |
| 1878 | Rutherford B. Hayes   | Republicano            | -4: (136 ► 132)                                  | -7: (38 ► 31)                                    |
| 1882 | Chester A. Arthur     | Republicano            | -29: (151 ► 118)                                 | 0: (37 ► 37)                                     |
| 1886 | Grover Cleveland      | Demócrata              | -16: (183 ► 167)                                 | +2: (34 ► 36)                                    |
| 1890 | Benjamin Harrison     | Republicano            | -93: (179 ► 86)                                  | -4: (47 ► 43)                                    |
| 1894 | Grover Cleveland      | Demócrata              | -127: (220 ► 93)                                 | -4: (44 ► 40)                                    |
| 1898 | William McKinley      | Republicano            | -21: (205 ► 189)                                 | +6: (44 ► 50)                                    |
| 1902 | Theodore Roosevelt    | Republicano            | +9: (201 ► 210)                                  | 0: (55 ► 55)                                     |
| 1906 | Theodore Roosevelt    | Republicano            | -27: (251 ► 224)                                 | +2: (58 ► 60)                                    |
| 1910 | William Howard Taft   | Republicano            | -56: (219 ► 163)                                 | -9: (59 ► 50)                                    |
| 1914 | Woodrow Wilson        | Demócrata              | -61: (291 ► 230)                                 | +3: (50 ► 53)                                    |
| 1918 | Woodrow Wilson        | Demócrata              | -22: (214 ► 192)                                 | -4: (52 ► 48)                                    |
| 1922 | Warren Harding        | Republicano            | -77: (302 ► 225)                                 | -7: (60 ► 53)                                    |
| 1926 | Calvin Coolidge       | Republicano            | -9: (247 ► 238)                                  | -6: (56 ► 50)                                    |
| 1930 | Herbert Hoover        | Republicano            | -52: (270 ► 218)                                 | -6: (56 ► 50)                                    |
| 1934 | Franklin D. Roosevelt | Demócrata              | +9: (313 ► 322)                                  | +9: (60 ► 69)                                    |
| 1938 | Franklin D. Roosevelt | Demócrata              | -72: (334 ► 262)                                 | -7: (75 ► 68)                                    |
| 1942 | Franklin D. Roosevelt | Demócrata              | -45: (267 ► 222)                                 | -8: (65 ► 57)                                    |
| 1946 | Harry S. Truman       | Demócrata              | -54: (242 ► 188)                                 | -10: (56 ► 46)                                   |
| 1950 | Harry S. Truman       | Demócrata              | -28: (263 ► 235)                                 | -5: (54 ► 49)                                    |
| 1954 | Dwight D. Eisenhower  | Republicano            | -18: (221 ► 203)                                 | -2: (49 ► 47)                                    |
| 1958 | Dwight D. Eisenhower  | Republicano            | -48: (201 ► 153)                                 | -12: (47 ► 35)                                   |
| 1962 | John F. Kennedy       | Demócrata              | -4: (262 ► 258)                                  | +4: (64 ► 68)                                    |
| 1966 | Lyndon B. Johnson     | Demócrata              | -47: (295 ► 248)                                 | -3: (67 ► 64)                                    |
| 1970 | Richard Nixon         | Republicano            | -12: (192 ► 180)                                 | +2: (43 ► 45)                                    |
| 1974 | Gerald Ford           | Republicano            | -48: (192 ► 144)                                 | -4: (42 ► 38)                                    |
| 1978 | Jimmy Carter          | Demócrata              | -15: (292 ► 277)                                 | -2: (61 ► 59)                                    |
| 1982 | Ronald Reagan         | Republicano            | -2: (192 ► 166)                                  | 0: (54 ► 54)                                     |
| 1986 | Ronald Reagan         | Republicano            | -5: (182 ► 177)                                  | -8: (53 ► 45)                                    |
| 1990 | George H. W. Bush     | Republicano            | -8: (175 ► 167)                                  | -1: (45 ► 44)                                    |
| 1994 | Bill Clinton          | Demócrata              | -54: (258 ► 204)                                 | -9: (57 ► 48)                                    |
| 1998 | Bill Clinton          | Demócrata              | +5: (206 ► 211)                                  | 0: (45 ► 45)                                     |
| 2002 | George W. Bush        | Republicano            | +8: (221 ► 229)                                  | +1: (49 ► 50)                                    |
| 2006 | George W. Bush        | Republicano            | -30: (232 ► 202)                                 | -6: (55 ► 49)                                    |
| 2010 | Barack Obama          | Demócrata              | -63: (256 ► 193)                                 | -6: (57 ► 51)                                    |
| 2014 | Barack Obama          | Demócrata              | -13: (201 ► 188)                                 | -9: (53 ► 44)                                    |
| 2018 | Donald Trump          | Republicano            | -40: (240 ► 200)                                 | +2: (51 ► 53)                                    |
| 2022 | Joe Biden             | Demócrata              | -9: (222 ► 213)                                  | +1: (50 ► 51)                                    |

## Comparación con otras elecciones generales en los EE. UU.
| Año                                | 2022 | 2023                                | 2024                                                                          | 2025                                | 2026 |
| ---------------------------------- | --- | ----------------------------------- | ----------------------------------------------------------------------------- | ----------------------------------- | --- |
| Tipo                               | Medio mandato | Ni medio mandato ni presidencialesa | Presidenciales                                                                | Ni medio mandato ni presidencialesb | Medio mandato |
| Presidente                         | No | No                                  | Si                                                                            | No                                  | No |
| Senado                             | Clase III (34 asientos) | No                                  | Clase I (33 asientos)                                                         | No                                  | Clase II (33 asientos) |
| Cámara                             | Los 435 asientos | No                                  | Los 435 asientos                                                              | No                                  | Los 435 asientos |
| Gobernador                         | 36 estados, DC y 3 territorios AL, AK, AZ, AR, CA, CO, CT, FL, GA, HI, ID, IL, IA, KS, ME, MD, MA, MI, MN, NE, NV, NH, NM, NY, OH, OK, OR, PA, RI, SC, SD, TN, TX, VT, WI, WY, DC (Alcalde), GU, MP, VI | 3 estados KY, LA, MS                | 11 estados y 2 territorios DE, IN, MO, MT, NH, NC, ND, UT, VT, WA, WV, AS, PR | 2 estados NJ, VA                    | 36 estados, DC y 3 territorios AL, AK, AZ, AR, CA, CO, CT, FL, GA, HI, ID, IL, IA, KS, ME, MD, MA, MI, MN, NE, NV, NH, NM, NY, OH, OK, OR, PA, RI, SC, SD, TN, TX, VT, WI, WY, DC (Alcalde), GU, MP, VI |
| Otras oficinas estatales y locales | Varía | Varía                               | Varía                                                                         | Varía                               | Varía |

1. ↑  Esta tabla no incluye elecciones parcial, que pueden celebrarse para cubrir cargos políticos que hayan quedado vacantes entre las elecciones regulares programadas.
2. ↑  Así como cinco delegados sin derecho a voto de la Cámara de Representantes. En cambio, el Comisionado Residente de Puerto Rico cumple un mandato de cuatro años que coincide con el mandato presidencial.
3. ↑  Así como los seis delegados sin derecho a voto de la Cámara de Representantes.
4. 1 2  Los gobernadores de Nuevo Hampshire y Vermont son elegidos por períodos de dos años. Los otros 48 gobernadores estatales y los cinco gobernadores territoriales cumplen mandatos de cuatro años.